# László Ranódy
László Ranódy (* 17. Dezember 1919 in Sombor; † 14. Oktober 1983 in Budapest) war ein ungarischer Filmregisseur.

## Leben
László Ranódy studierte an der Budapester Akademie für Dramatische Kunst und wurde nach dem Zweiten Weltkrieg künstlerischer Direktor der ungarischen Filmstudios. Beim ersten ungarischen Farbfilm, Lúdas Matyi unter der Regie von Kálmán Nádasdy war Ranódy als Berater beteiligt, bevor er 1950 seinen ersten eigenen Film drehte. Die staatlichen Filmbehörden verhinderten den Vertrieb einzelner seiner Filme.

„Als Mann der mittleren Generation gab er seinen Filmen nicht den aggressiven Ton wie seine jüngeren Kollegen; dafür hat er für seine Charaktere mehr Mitgefühl ...“

## Filmografie (Auswahl)
Regie
- 1950: Csillagosok
- 1954: Liebeskutsche (Hintónjáró szerelem)
- 1956: Die Kluft (Szakadék)
- 1959: Der Hof in der Pußta (Akiket a pacsirta elkísér)
- 1960: Der Freischüler (Légy jó mindhalálig)
- 1963: Die Lerche (Pacsirta)
- 1966: Der goldene Drachen (Aranysárkány)
- 1976: Das Niemandskind (Árvácska) – auch Drehbuch

Literarische Vorlage
- 1962: Storchenpost (Egyiptomi történet)